# Lamborghini Veneno
Lamborghini Veneno (pronunție în spaniolă [beˈneno]) este o mașină sport de înaltă performanță cu producție limitată, fabricată de producătorul italian de automobile Lamborghini. Bazat pe Lamborghini Aventador, Veneno a fost dezvoltat pentru a sărbători cea de-a 50-a aniversare a lui Lamborghini. A fost introdus la Salonul Auto de la Geneva din 2013. Când a fost introdus, avea un preț de 4.000.000 USD. făcându-l una dintre cele mai scumpe mașini de producție din lume.